# Ямайская коалиция

Национальный флаг Ямайки

«Ямайская коалиция» или «Коалиция „Ямайка“»  (нем. Jamaika-Koalition) — фразеологизм политического лексикона Германии, обозначающий коалицию трёх партий: ХДС/ХСС, Свободной демократической партии и Партии зелёных. Происхождение выражения связано с государственным флагом Ямайки, цвета которого соответствуют партийным цветам ХДС/ХСС (чёрный), Свободной демократической партии (жёлтый) и «Зелёных» (зелёный).
Необычность такого сочетания партий состоит в том, что в идеологическом плане «Зелёные» стоят гораздо ближе к левоцентристским партиям (Социал-демократической партии Германии и Левой партии), нежели к правоцентристским (ХДС/ХСС и Свободной демократической партии). Однако желание быстро прийти к власти, сложные предвыборные расчёты, учёт специфики раскладки политических сил в той или иной ситуации, а также личные симпатии и антипатии лидеров партии иногда приводят к тому, что «Зелёные» примыкают к правоцентристским партиям, как это впервые случилось в федеральной земле Саар, где 11 октября 2009 года руководство партии «Зелёных» приняло решение вступить в коалицию с ХДС/ХСС и Свободной демократической партии. Данная коалиция распалась в январе 2012 года.
По итогам парламентских выборов в Германии в сентябре 2017 года в Бундестаг прошли сразу семь партий, включая Христианско-социальный союз, и ни один из «традиционных» форматов коалиций большинства в парламенте получить не сможет. В связи с тем, что Социал-демократическая партия, поначалу, отказалась входить в правительство, единственным реальным форматом правительственной коалиции должна была стать именно «Ямайская коалиция» — впервые на федеральном уровне. Однако, в ходе коалиционных переговоров, СвДП всё же отказались от такого союза по причине больших разногласий с будущими партнёрами по многим вопросам. В результате чего, социал-демократы всё же пошли на новую «большую коалицию» с ХДС/ХСС.